# Bindingsenthalpie
De bindingsenthalpie is de enthalpieverandering bij het vormen van een atoombinding (kan een dubbele of drievoudige zijn) tussen twee atomen. Enthalpieverandering is de hoeveelheid warmte die vrijkomt of wordt opgenomen bij een proces waarbij begin- en eindtoestand dezelfde temperatuur en druk hebben. Bij het vormen van een atoombinding komt warmte vrij en daardoor is de bindingsenthalpie negatief. Bij het tegengestelde proces, het verbreken van een atoombinding, is de enthalpieverandering positief.
In de volgende tabel zijn gemiddelde waarden van bindingsenthalpie opgenomen.

## Tabel
| binding                 | bindingsenthalpie (kJ per mol bindingen) |
| ----------------------- | ---------------------------------------- |
| H–H                     | −436                                     |
| C–H                     | −360 (aldehyden) - −410 (overigen)       |
| C–C                     | −350                                     |
| C=C (aromatisch)        | −505                                     |
| C=C (niet geconjugeerd) | −610                                     |
| C≡C                     | −830                                     |
| C–F                     | −440                                     |
| C–Cl                    | −330                                     |
| C–Br                    | −280                                     |
| C–I                     | −240                                     |
| C–O                     | −350                                     |
| C=O                     | −800                                     |
| C–N                     | −280                                     |
| C≡N                     | −890                                     |
| N–H                     | −390                                     |
| O–H                     | −450 - −463,5 (water)                    |
| O···H (H-brug)          | −22                                      |
| O–O (peroxides)         | −146                                     |
| F–F                     | −153                                     |
| Cl–Cl                   | −243                                     |